# 普羅特瓦河

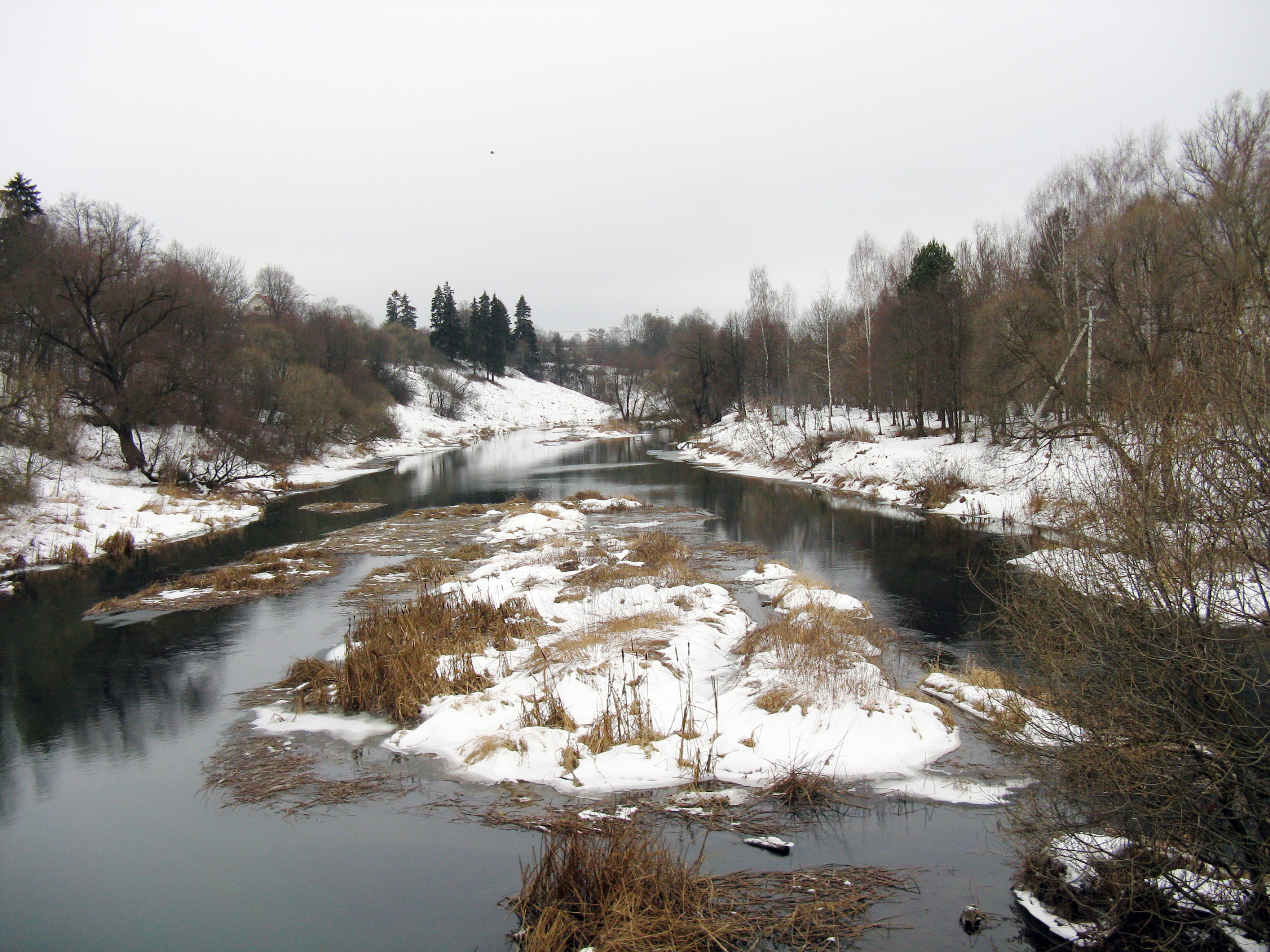
普羅特瓦河

普羅特瓦河是俄羅斯的河流，位於莫斯科州和卡盧加州，屬於奧卡河的左支流，河道全長282公里，流域面積4,620平方公里，主要支流有盧扎河，河流在12月至4月結冰，河畔城鎮有韋列亞、博羅夫斯克、普羅特維諾和奧布寧斯克。
54°51′36″N 37°09′45″E / 54.86000°N 37.16250°E